# النزيلة (الجوبة)

تعديل مصدري - تعديل

النزيلة هي إحدى قرى عزلة الجديدة بمديرية الجوبة التابعة لمحافظة مأرب، بلغ تعداد سكانها 1125 نسمة حسب تعداد اليمن لعام 2004.